# Plegafulles cap-rogenc
El plegafulles cap-rogenc (Clibanornis erythrocephalus) és una espècie d'ocell de la família dels furnàrids (Furnariidae).

## Hàbitat i distribució
Habita la selva pluvial de les terres baixes del Pacífic a l'oest de l'Equador i nord-oest de Perú.